# この人を見よ (ティツィアーノ、ウィーン)
『この人を見よ』（このひとをみよ、独: Ecce Homo、英: Ecce Homo）は、イタリア・ルネサンスのヴェネツィア派の巨匠ティツィアーノ・ヴェチェッリオがキャンバス上に油彩で制作した絵画である。画家による1540年代の宗教主題の代表作の1つで、画面前景の階段上にある紙片に署名と1543年の制作年が記されている。主題は、『新約聖書』中の「ルカによる福音書」 (23章13-23) と「ヨハネによる福音書」 (19章13-15) に由来する。作品は現在、ウィーンの美術史美術館に所蔵されている。なお、画家はプラド美術館所蔵作など何点かの小品の同主題作も手掛けた。

## 来歴

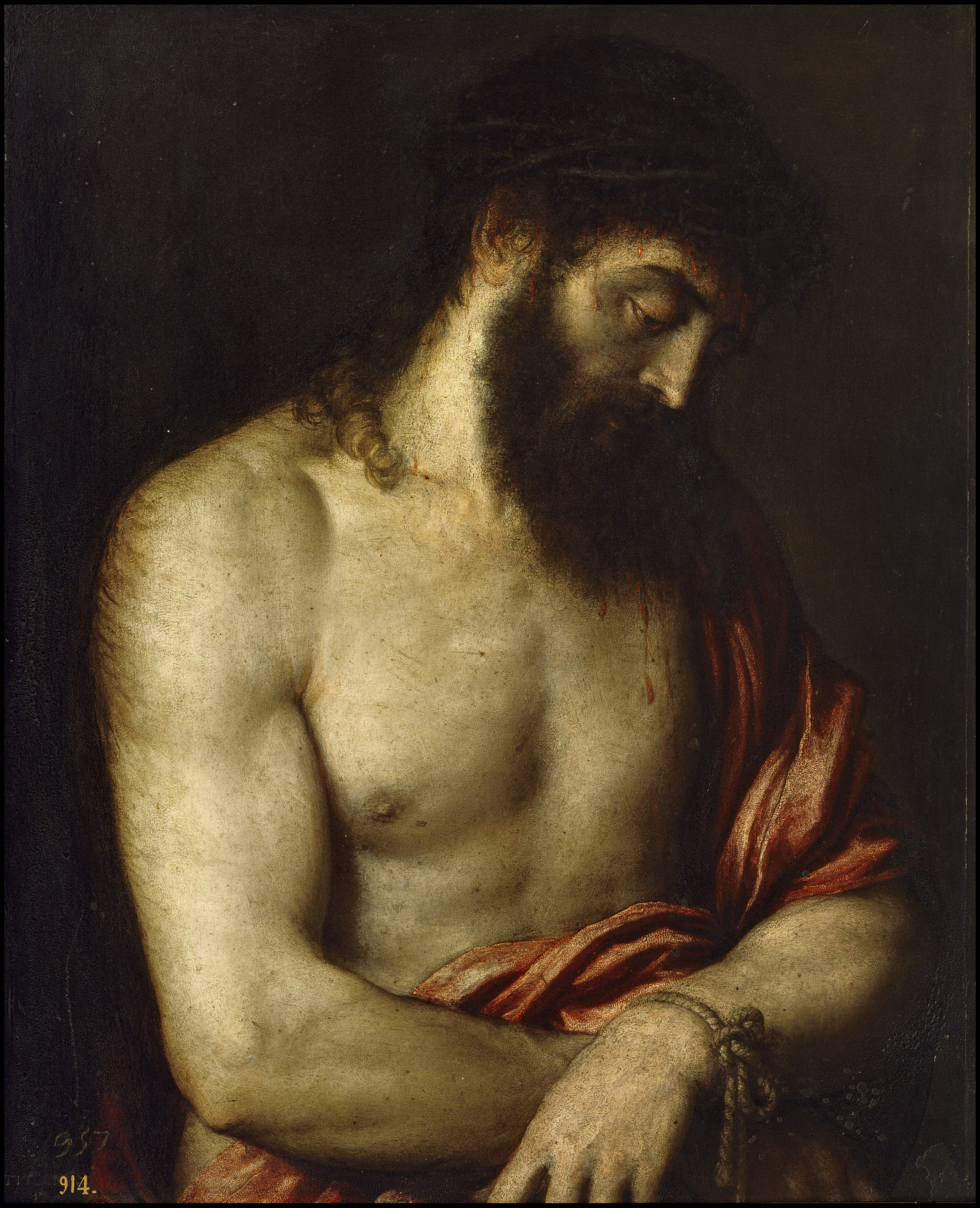
ティツィアーノ『この人を見よ』（1547年）、プラド美術館（マドリード）

ティツィアーノの『この人を見よ』は、1543年にヴェネツィアに居住していた富裕なオランダまたはフランドルの商人ジョヴァンニ・ダンナ (Giovanni d'Anna) のために制作された。『画家・彫刻家・建築家列伝』を著したマニエリスム期の画家・伝記作家ジョルジョ・ヴァザーリは、彼をティツィアーノの噂話の相手であったと呼んでいる。イタリア絵画には珍しい「この人を見よ」の主題は、依頼主がネーデルラントの人であったことによって説明できるであろう。
作品は、1580年代にはアンナ一家の所有であった。1574年、アンリ4世 (フランス王) がこの有名な作品を購入しようとパオロ・ダンナに500ドゥカートの値を申し出たが、無駄であった。17世紀初頭にヘンリー・ウォットン (Henry Wotton) 卿に購入され、1621年にはジョージ・ヴィリアーズ (初代バッキンガム公) の手に渡った。トマス・ハワード (第21代アランデル伯爵)  は、本作をバッキンガム公から7000ポンドで購入しようとしたが果たせなかった。絵画は清教徒革命中にイギリスを離れ、1648年にアントウェルペンで競売に付された後、オーストリアのレオポルト・ヴィルヘルム大公により、プラハにいた兄のフェルディナント3世 (神聖ローマ皇帝)  のために購入された。作品は何度かプラハに所蔵されていたことが記録されているが、1723年にウィーンに移された。

## 作品

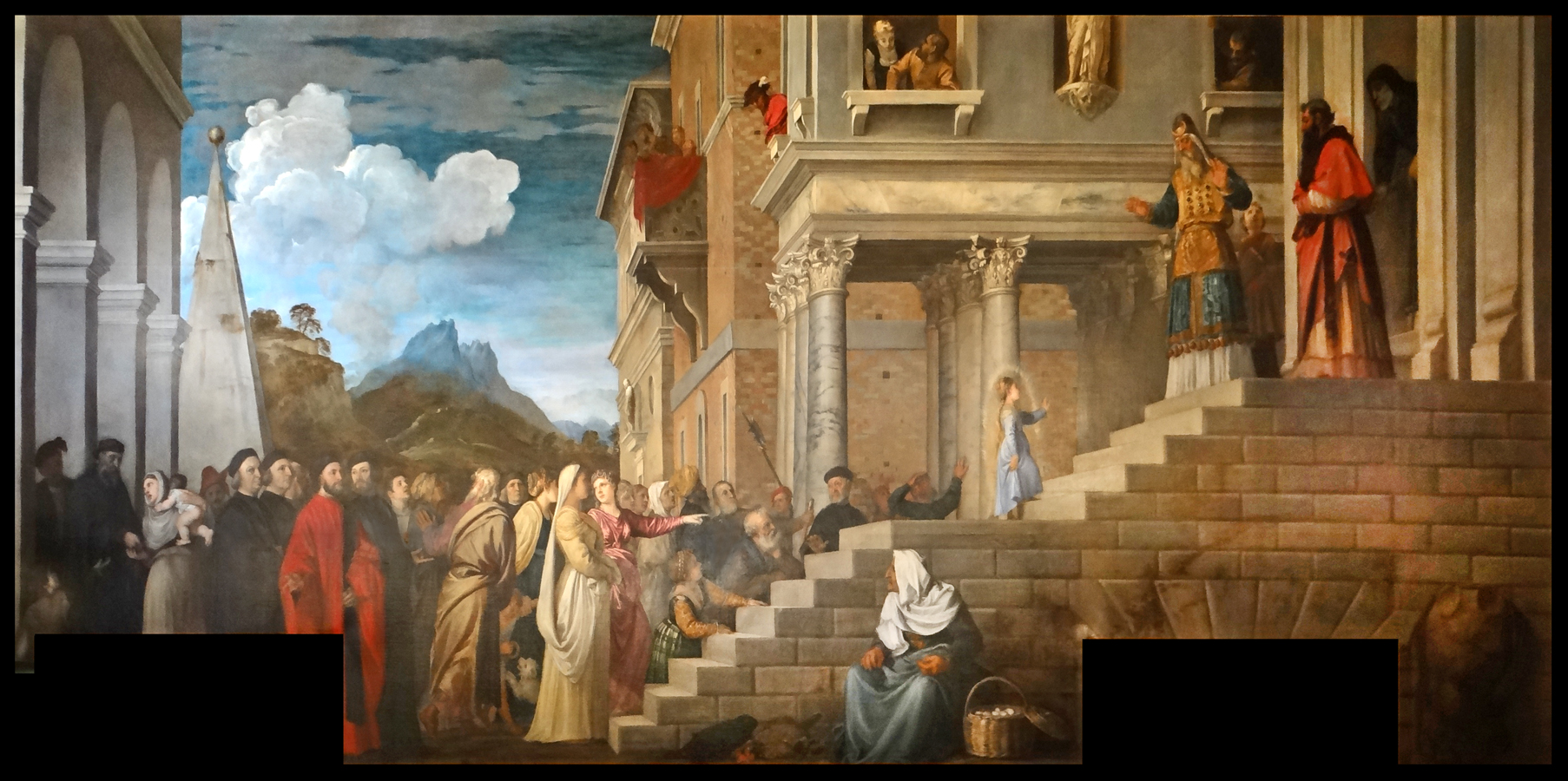
ティツィアーノ『聖母の神殿奉献』（1534-1538年）、アカデミア美術館 (ヴェネツィア)

福音書によれば、捉えられたイエス・キリストを何とか放免しようとしたピラトは、彼を鞭打たせ、その哀れな姿を群衆に見せて、彼らの怒りをなだめようとする。宮殿に続く階段上に、疲労し、力の失せた受難者である上半身裸のキリストが立っている。彼は画面上部左端に位置しているが、下部左に興奮している少年、背中を見せている兵士を置いている巧みな構図により、鑑賞者の視線はキリストへと導かれる。
キリストは、青色の古代ローマの衣装を纏っているピラトにより大衆に晒されている。階段下に集っている群衆には、兵士たちの一団、白い服を着た金髪の少女（少年に腕を回し、自分のほうに引き寄せている）、太ったファリサイ人（前景）、馬上の人物（右側）、ターバンを巻いた東洋人など、それぞれの特徴を示す人物たちがいる。ピラトが群衆にキリストの処分について問うと、「磔にせよ」という答えが返ってくる。彼らは階段の半ばまで上がって、身振りでキリストを指さし、腕を挙げている 。
構図は、本作の数年前に制作された『聖母の神殿奉献』（アカデミア美術館、ヴェネツィア）を発展させ、いっそう劇的に凝縮させて、ドラマ演出家としてのティツィアーノの力量と雄弁性の1つの極致を示している。舞台は、遠近法の消失点を右端にずらして奥行きを示す退行線が強調された動的な建築空間である。人物の構図は、右端の騎乗の人物から左上のピラトとキリストに向けてV字型を形成している。諸人物の身振りや視線の交錯、槍や旗竿や剣のダイナミックな交差などが群衆の興奮と騒々しい怒号を物語り、その中に挿入されたスポット・ライトを浴びて輝く白い服の少女と少年は、喧騒の中の休止部分、「動」と対比された「静」を形成する。

## 人物
ヴァルター・グロナウ (Walter Gronau) によれば、傲慢さと冷笑を示す恐ろしい顔のピラトは、ティツィアーノの友人ピエトロ・アレティーノの50歳ごろの顔貌となっている。右端の騎乗の人物は、カール5世 (神聖ローマ皇帝) のミラノ総督のアルフォンソ・ダヴァロスであり、その横には1535年のチュニスの戦いで彼が破ったオスマン・トルコ軍の首領スレイマン2世が描かれている。赤い衣服とオコジョの毛皮の襟飾りで盛装している禿頭の太ったファリサイ人ないしパトリキの老人は、ヴェネツィアのドージェであったピエトロ・ランドである（チャールズ・リキッツは、アウルス・ウィッテリウスを想起させると考えている）。この老人と会話を交わす長い髭の男は、当時34歳の絵画の依頼主ジョヴァンニ・ダンナと推定される。左手前の兵士が持つ盾にはハプスブルク家の紋章が表されているが、これはアンナ家と皇帝一族との親密な関係を示している。ほぼ画面中央に立っている白色のサテンの服を纏っている金髪の少女は、伝説によればティツィアーノの娘ラヴィニア（アンナ家の家族である可能性も高い）であるということである。 
上記のように、本作は、依頼主アンナ家、ハプスブルク家（皇帝一族）、ヴェネツィア共和国政府、オスマン・トルコ、ミラノ総督、当時の名だたる政治的仲介者ピエトロ・アレティーノといった当時の政治的状況に関わる人々を1つの物語の文脈に組み込んだ政治的性格の強い作品である。階段下に描かれた紙片には、「TITIANV/S/EQVES/CES/F/1543」（皇帝の騎士ティツィアーノ作）と記されており、1533年にハプスブルク家（皇帝一族）の公式画家となったティツィアーノと皇帝との関係も指摘されている。

## 塗りつぶされた絵
2025年2月4日にキプロス研究所が、multi-modal scanner にて調査したところ、絵の下に羽ペンを持った薄く口ひげを蓄えた男の絵が逆さになっていた。